# Jevgeni Miller

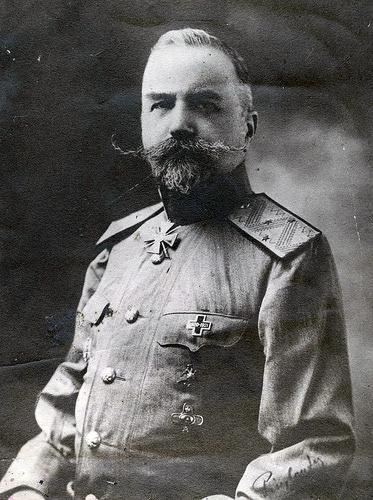
Jevgeni Miller

Jevgeni Karlovitsj Miller (Russisch: Евгений Карлович Миллер) (Daugavpils, Letland, 25 september 1867 – Moskou, 11 mei 1939) was een Russisch (tsaristisch) generaal en een belangrijk leider van de Witten tijdens de Russische Burgeroorlog.

## Biografie

### Militaire carrière
Miller stamde uit een Duits-Russische familie. Na de militaire academie te hebben doorlopen trad hij toe tot de Keizerlijke Garde. Tussen 1898 en 1907 diende hij als Militair attaché in diverse Europese hoofdsteden, waaronder Rome, Den Haag en Brussel. Tijdens de Eerste Wereldoorlog was hij commandant van het 5e Russisch Leger in het district Moskou en behaalde hij de rang van Generaal-Luitenant.

### Burgeroorlog
Toen Miller na de Februarirevolutie (1917) zijn soldaten verbood om de rode (bolsjewistische) armband te dragen, werd hij door zijn eigen mannen gearresteerd. Na de Oktoberrevolutie vluchtte hij naar Archangelsk, waar hij zichzelf tot generaalgouverneur van Noord-Rusland uitriep. Met steun van de geallieerden zette hij een Witte troepenmacht op, vooral bestaande uit Amerikaanse, later Britse eenheden. In mei 1919 sloot hij zich aan bij het Witte leger van admiraal Aleksandr Koltsjak, de leider van de Witten in Oost-Rusland. Miller controleerde aanvankelijk de steden Archangelsk, Moermansk en Olonets, maar na een mislukte aanval op de Roden in de vlakten bij de Noordelijke Dvina trokken de Britten hun eenheden terug. Daarna werd de situatie al snel uitzichtloos en in februari 1920 gaf hij de strijd op en vertrok in asiel, eerst naar Noorwegen en vervolgens naar Frankrijk.

### Emigratie, ontvoering, executie
In Parijs richtte Miller in 1924, samen met Pjotr Wrangel en Vorst Nicolaas Nikolajevitsj van Rusland, de Russische Al-Militaire Unie op, een organisatie die zich tot doel stelde voor de omverwerping van het Bolsjewistische bewind te blijven strijden. Van 1930 tot 1937 was hij voorzitter.
Op 22 september 1937 lokte de in de top van de Unie doorgedrongen Sovjet-agent Nikolaj Skoblin naar een bijeenkomst met twee Duitse afgevaardigden om zogenaamd te praten over een geheime samenwerking tussen de nazi’s en de Unie. Het bleken echter geen Duitsers maar NKVD-agenten, verkleed als Duitse officieren. Ze bedwelmden Miller, stopten hem in een bootkoffer en smokkelden hem aan boord van een Sovjetschip in Le Havre. Miller had echter een brief achtergelaten die slechts geopend mocht worden in geval hij niet terug mocht keren van de bijeenkomst met de Duitsers. In die brief sprak hij zijn verdenkingen uit tegen Skoblin en gaf hij aan dat deze nooit benoemd mocht worden tot zijn opvolger bij de Unie. De Franse politie zette een zoektocht op naar Skoblin, maar die bleek zich verschanst te houden in de Russische ambassade en ontkwam uiteindelijk naar Barcelona, waar de Republikeinse Spaanse regering weigerde hem uit te leveren. Skoblins vrouw Nadezjda Plevitskaja, die ook in het complot betrokken was, werd wel gearresteerd, veroordeeld en overleed uiteindelijk in 1940 in gevangenschap. De NKVD had ondertussen Miller succesvol afgeleverd in Moskou, alwaar hij zwaar en langdurig werd gefolterd en uiteindelijk 19 maanden na zijn ontvoering, op 11 mei 1939, werd geëxecuteerd. Zijn lichaam werd gecremeerd en in een massagraf begraven.

## Trivia
- De na de val van het communisme geopende archieven geven diverse details prijs van Millers gevangenschap in de Loebjanka-gevangenis. Zo vroeg hij op 16 april om een evangelie, een boek met heiligenlevens, pen en papier. Tevergeefs.
- De ontvoering van Miller is een onderwerp in het boek Angst van Anatoli Rybakov en in de 'documentaire vertelling' De regie-assistent van Vladimir Nabokov.
- In 2004 was er een verfilming van Skoblins rol als dubbelspion en de ontvoering van Miller door de Franse cineast Éric Rohmer onder de titel Triple agent.

## Galerij

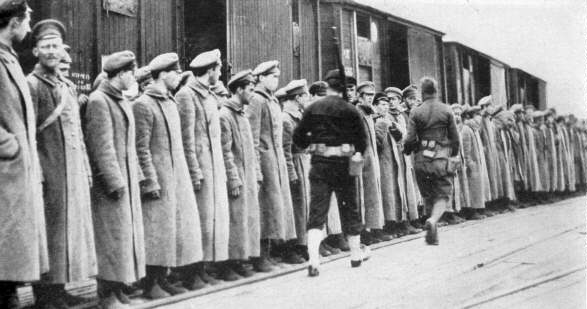
'Rode' gevangenen van Millers geallieerde troepen, Archangelsk, 1918
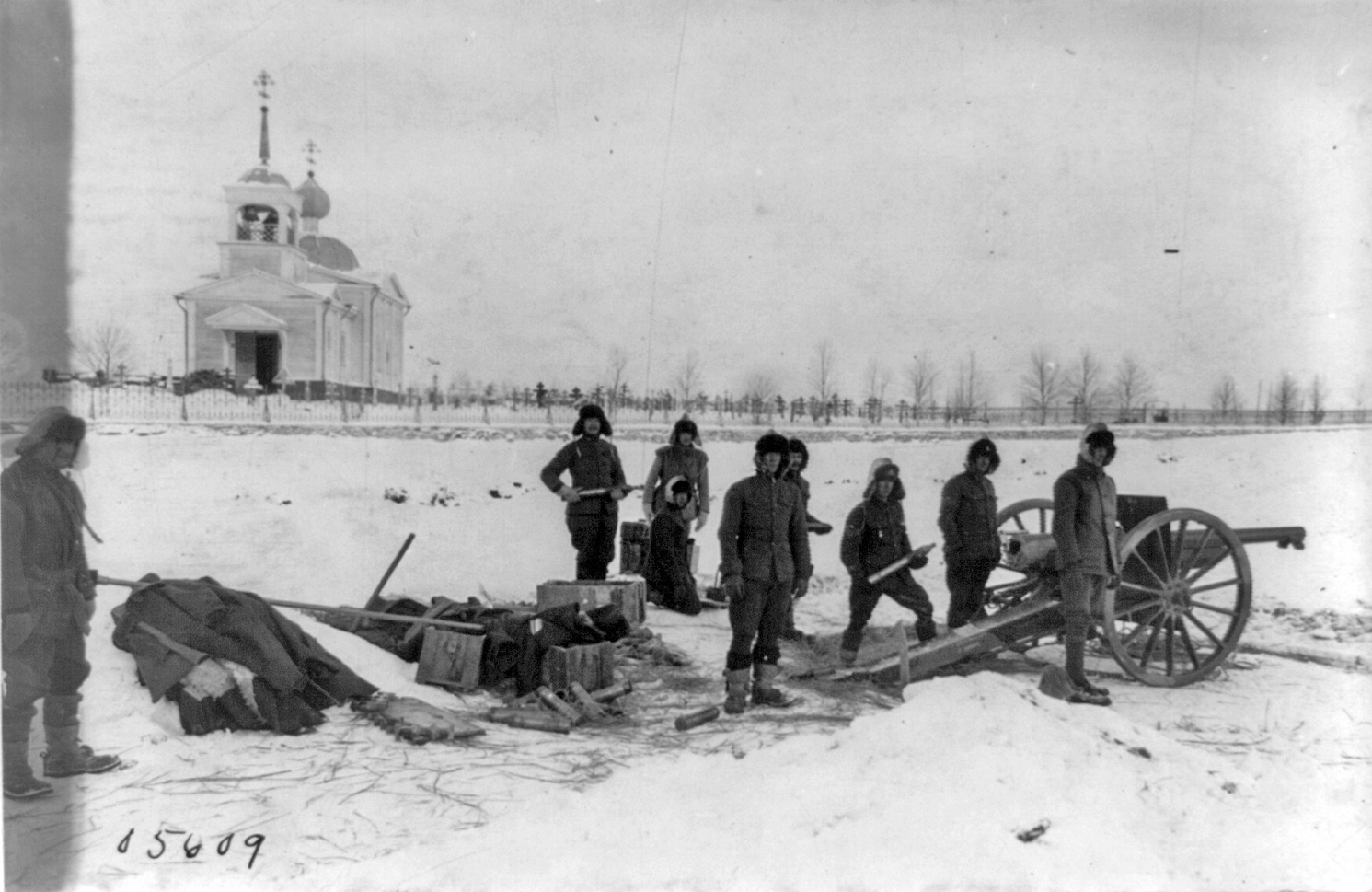
Geallieerde Witte divisie in Noord-Rusland, 1919
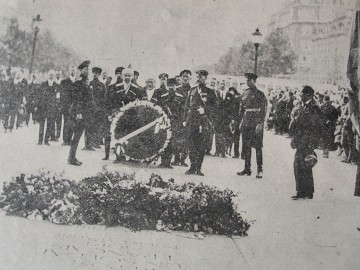
Miller met Kozakken bij de Arc de Triomphe, Parijs, 1930